# Los Muermos
Los Muermos is een gemeente in de Chileense provincie Llanquihue in de regio Los Lagos. Los Muermos telde 17.068 inwoners in 2017.